# G.722
Il G.722 è un codec audio, approvato dall'ITU-T, che lavora ad una ampiezza di banda di 7 kHz ed è in grado di operare a 48, 56 e 64 kbit/s. La data di approvazione risale al novembre del 1988.

## Caratteristiche
La tecnologia del codec si basa su una sotto-banda ADPCM (SB-ADPCM).
Altri codec audio ITU-T ad una ampiezza di banda di 7 kHz includono il G.722.1 e il G.722.2. Questi codec non sono varianti del G.722 ma usano differenti compressioni brevettate. Il G.722.1 è basato sui codec Siren ed offre una compressione ad un bit-rate minore. Un più recente G.722.2, conosciuto anche come AMR-WB ("Adaptive Multirate Wideband"), si basa su ACELP e offre un bit-rate di compressione ancora minore, così come la capacità di adattarsi velocemente variando il livello di compressione non appena le condizioni di rete mutano. In questo caso, la banda è automaticamente conservata quando la congestione della rete risulta alta. Quando la congestione ritorna a valori normali, una minor compressione ed una maggior qualità di bit-rate, vengono ripristinate.